# Villamol
Villamol es un municipio y lugar español de la provincia de León, en la comunidad autónoma de Castilla y León.
El municipio consta de las localidades de Villamol (capital del municipio), Villacalabuey y Villapeceñil, además del caserío de Trianos, antiguo convento dominico.

## Demografía
Cuenta con una población de 136 habitantes (INE 2024).
| Gráfica de evolución demográfica de Villamol entre 1842 y 2021 |
| |
| Población de derecho según los censos de población del INE Población de hecho según los censos de población del INE Entre el censo de 1857 y el anterior disminuye el término del municipio porque independiza a Calzada del Coto |

## Véase también

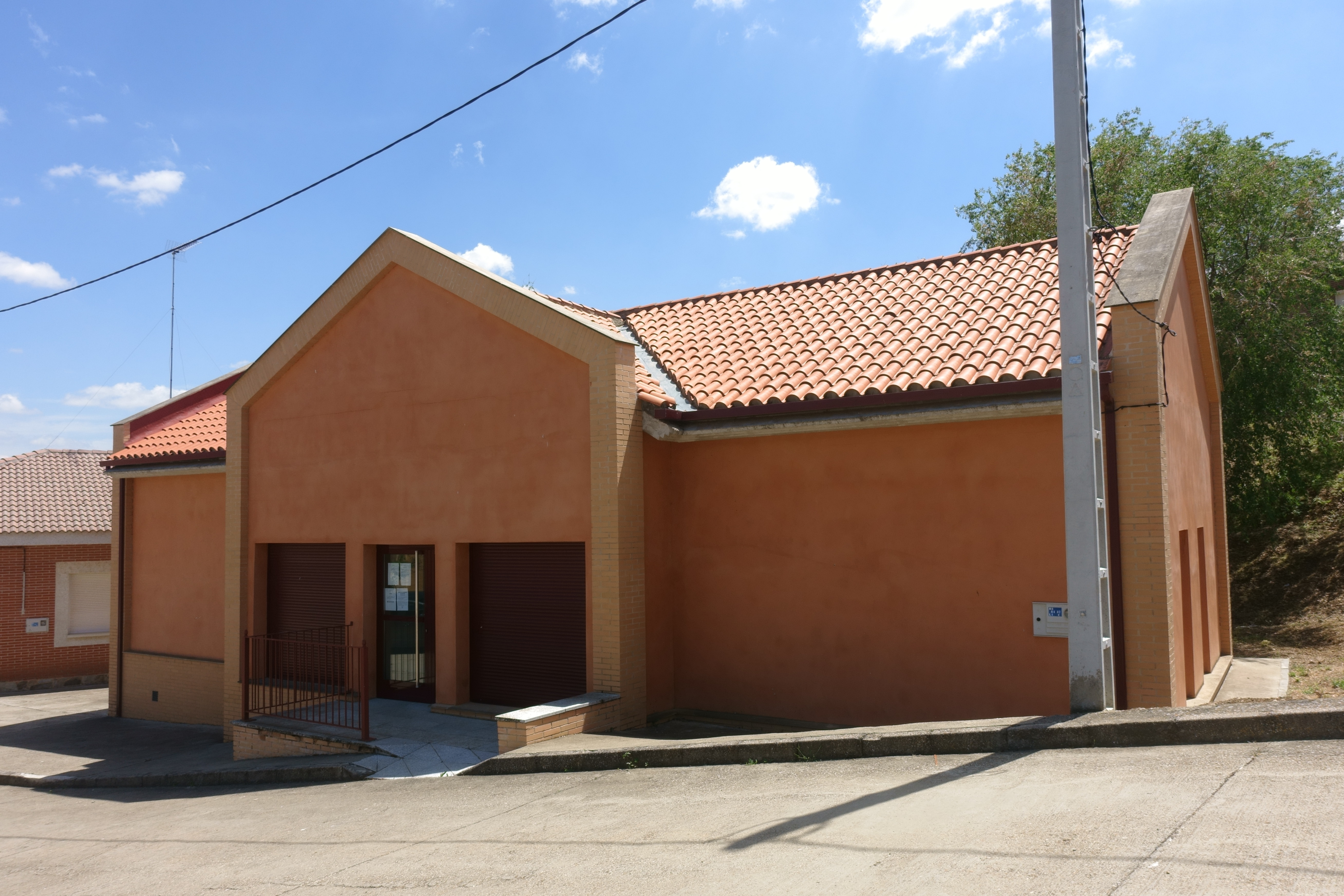
Casa consistorial

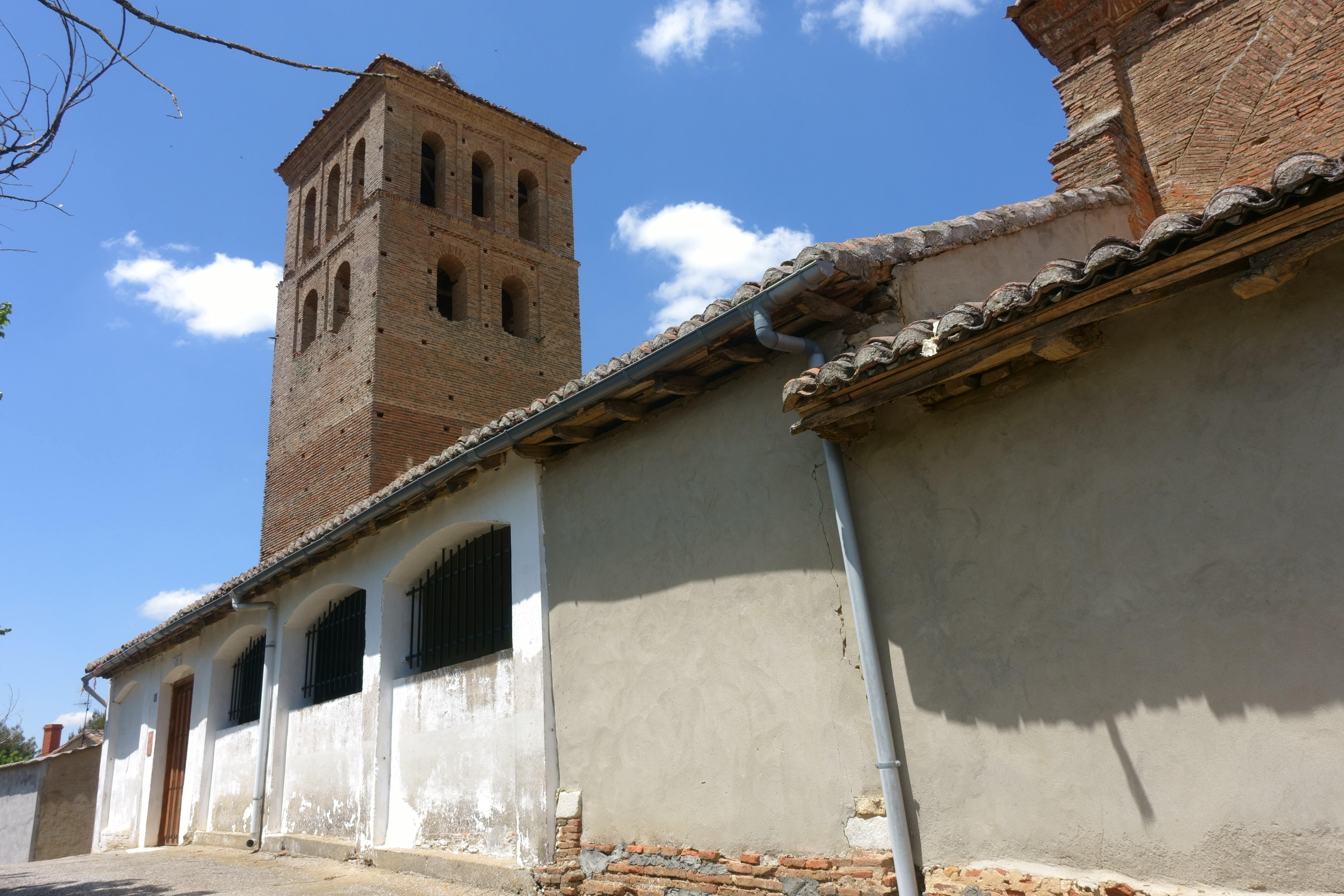
Iglesia de San Esteban